# Маріо Морріс
Ма́ріо Едвін Морріс (Mario Edwin Morris, Південний Уельс) — англійський вуличний артист. Спеціалізується на вуличних концертах, комедійній магії, мистецтві шахрайства. Його підписом вуличного чарівника є фокуси з чашками та кульками.

## Біографія

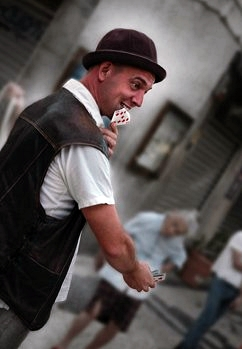
Маріо Морріс під час фокусу

Маріо Едвін Морріс народився у Південному Уельсі в 1968 році. У віці 12 років Маріо став вуличним продавцем. За цей час він розвинув дивну здатність читати вулиці, залучати аудиторію і продавати.
Серед своїх однолітків він виділявся майже надприродним вмінням передбачати погоду на наступний день. Він був відомий як "Маріо - чоловік погоди".
У 1984 році Маріо розпочав свою подорож по світу, виступаючи у кожному новому місті, в якому побував.
Перші роки заробляння на вулиці були дуже важкими. Він намагався заробляти гроші всіма видами додаткових заробітків. Він навіть розтрощив барабан, граючи на вулицях.
Одного разу, стостерігаючи за виступом вуличного артиста у Конвент Гардені, що в Англії, Маріо став свідком дива. Він побачив як вуличний чарівник взяв жовту шовкову хустинку, помістив її у руку, а відкривши руку знову, хустинки вже не було. Зате вона опинилася у роті чарівника.
Маріо миттєво зачепила магія, і з цього дня він отримав міжнародну репутацію як комедійний маг та вуличний артист.
Маріо виступав у сотнях місць по всьому світу. Він є експертом у викладанні такого мистецтва, як Вуличний Театр. Він викладав в Європейській конвенції жонглювання (двічі), та у Британській конвенції жонглювання (чотири рази).

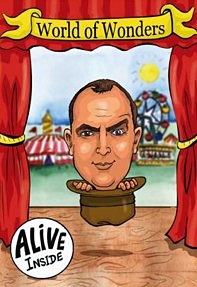
Афіша Маріо Морріса

Він також є засновником і викладачем школи Вуличного Артиста - щорічної підготовки у Великій Британії, яка пропонує курси історії/мистецтва вуличного артиста та курси, що допомагають стати успішним вуличним магом. Крім того, Маріо викладає і тренує провідні церковні організації, допомагаючи їм зробити своє послання більш прийнятним у сучасному світі.
У своєму шоу Маріо відводить вас у подорож, повну таємниць, небезпек і комедійного хаосу. Він поєднує свої життєві переживання і вмілу магію, щоб принести смішні та чарівні моменти в життя людей - як старих, так і малих.
Морріс також удостоєний численних нагород, у тому числі він отримав дві національні премії Великої Британії в 2006 році.
Зовсім недавно Маріо виступав у Великій Британії, Канаді та Європі - Лондон, Единбург, Кардіфф, Оксфорд, Ванкувер, острів Вікторія, Португалія, Лісабон, Голландія, Франція та Іспанія.
У 2010 році Маріо був запрошений для читання лекцій на всесвітньо відомій "Магічній конвенції Блек Пул" в Англії.

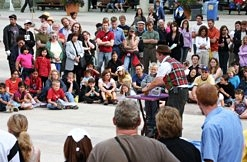
Виступ Маріо Морріса